# へびつかい座12番星
へびつかい座12番星（へびつかいざ12ばんせい、12 Ophiuchi、12 Oph）は、へびつかい座の方角に約32.4光年の距離にある変光星である。彩層活動が活発な恒星で、黒点の存在と自転により変光していると考えられる。太陽にみられるような、活動周期も報告されている。

## 特徴
| 太陽 | へびつかい座12番星 |
| ---- | ------------------ |
| 太陽 | Exoplanet          |

へびつかい座12番星は、太陽よりも一回り小さい恒星で、スペクトル型がK0 Vと分類されるK型主系列星である。金属量、即ちヘリウムより原子量が大きい元素の量は、太陽とほぼ同程度とみられ、ソーラーアナログとして挙げられることもある。彩層に由来するカルシウムのH・K線が強く、自転速度も太陽と同水準なので、比較的若い恒星と考えられ、年齢はおよそ26億年と見積もられている。
へびつかい座12番星は、太陽系から近い太陽型の恒星であり、NASAのTPF計画で、優先すべき観測目標の第85位に挙げられていた。しかし、TPF計画は2011年に中止となっている。

### 変光・活動周期
1982年に、ヴィラノヴァ大学の天文台での観測から、へびつかい座12番星が0.02等程度の弱い変光を示すことが明らかになった。へびつかい座12番星は、活動が活発な恒星なので、黒点の存在は十分考えられ、発見された変光は、黒点と恒星の自転によって無理なく説明できるものであった。結局、へびつかい座12番星はりゅう座BY型変光星に分類され、確定した変光星としてへびつかい座V2133星という変光星名も与えられている。へびつかい座12番星の変光は、自転周期に伴うものの他に、より急速な変光も観測されていて、それは自転とは別に黒点自体が変化したことによるものと推測されている。
へびつかい座12番星の彩層輝線は、時間によって強度が変わることが知られていたが、ウィルソン山天文台が長期にわたってその変化を監視した結果、太陽活動周期のような周期的な変化が存在することがわかった。太陽では、その周期は約11年だが、へびつかい座12番星には複数の周期が存在し、短い周期は4年、長い周期は17.4年と推定されている。また、へびつかい座12番星の自転周期は、活動が活発だった1980年から1981年にかけて減速し、平均自転周期が2日近く延びたことが観測された。減速は、その後数年で解消されている。このような自転の変化は、太陽を点光源とみなした場合に、太陽活動周期に従って同じような変化が現れることから、これもまた、へびつかい座12番星が太陽と似たような活動を起こしていることを示唆するものと考えられる。